# Federazione calcistica dell'Inghilterra
La Football Association (The FA) è la federazione calcistica inglese. Regolamenta e gestisce l'attività calcistica d'Inghilterra e delle dipendenze della Corona di Jersey, Guernsey e Man.
Alla Football Association è demandata anche la gestione delle selezioni nazionali che rappresentano l'Inghilterra nei vari tornei internazionali.
Essa è la più antica federazione calcistica del mondo, essendo stata fondata il 26 ottobre 1863.
Tutti i club professionistici inglesi debbono essere membri della FA, che ha la responsabilità della nomina dei tecnici delle squadre nazionali maschili e femminili dell'Inghilterra e dello staff dirigenziale della Premier League. Nonostante i campionati di livello inferiore alla Premier League si disputino sempre sotto l'egida della FA, essa non ha poteri di nomina all'interno della Lega Calcio inglese, la Football League (organizzatrice di Football League Championship, Football League One e Football League Two, che rispettivamente sono i campionati di seconda, terza e quarta divisione nazionale).
La FA svolge un ruolo di primaria importanza nello sviluppo del calcio inglese sin dai livelli più bassi, grazie al continuo supporto del gioco a livello amatoriale, e all'organizzazione del c.d. National League System, il sistema di campionati a promozione e retrocessione il cui gradino più alto è, appunto, la Premier League.

## Storia

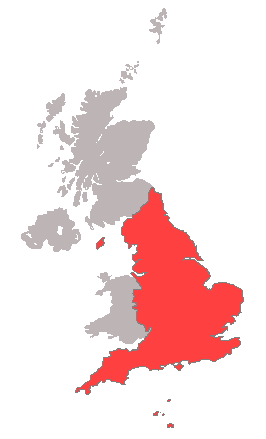
La giurisdizione della FA

Precedentemente alla prima riunione della Football Association alla Freemason's Tavern in Great Queen Street, Londra, il 26 ottobre 1863, non esistevano regole universali per il gioco del calcio. I membri fondatori presenti a questo primo incontro furono: Barnes, WO (War Office) Club, Crusaders, Forest of Leytonstone (più tardi conosciuto come Wanderers F.C.), No Names Club (Kilburn), Crystal Palace (da non confondere con il Crystal Palace F.C., che gioca attualmente in Premier League), Blackheath Football Club (oggi solo club di rugby a 15, e in seguito anche fondatore della Rugby Football Union), Percival House (Blackheath), Surbiton and Blackheath Proprietary School. La Charterhouse School mandò un osservatore ma declinò l'invito ad aderire all'associazione.

Stemma "araldicamente effettivo" della federazione

La prima versione delle regole del calcio fu compilata durante una serie di sei incontri nella stanza sociale della Public House da ottobre a dicembre. Durante l'incontro finale, il primo tesoriere della FA, che rappresentava il Blackheath, ritirò la società dall'associazione a seguito della rimozione di due regole abbozzate precedentemente (la prima autorizzava la corsa con la palla in mano e la seconda che permetteva l'hacking, ovvero il colpo sugli stinchi, lo sgambetto e la trattenuta). Altri club di rugby seguirono questa decisione e non aderirono alla FA, formando nel 1871 la Rugby Football Union.
La gara inaugurale con le nuove regole decise dalla FA fu inizialmente prevista a Battersea Park il 2 gennaio 1864, ma gli entusiasti membri della FA non seppero aspettare l'anno nuovo e sperimentarono il gioco a Mortlake il 19 dicembre 1863 per la gara tra il Barnes e i vicini del Richmond F.C. (che non erano membri della FA), finita con un pareggio senza reti. La squadra del Richmond non fu impressionata dalle nuove regole, tanto che entrò nella Rugby Football Union nel 1871. La gara prevista a Battersea Park fu posticipata di una settimana e la prima gara con le nuove regole fu giocata sabato 9 gennaio 1864. I membri della gara furono scelti dal presidente della FA (A. Pember) e dal segretario (Ebenezer Cobb Morley) ed inclusero diversi tra i migliori giocatori dell'epoca.
Insieme alle federazioni scozzese, gallese e nordirlandese forma le Home Nation, le quattro federazioni britanniche che nel 1882 emisero le regole del gioco del calcio e formarono l'IFAB, l'organismo deputato a custodirle, modificarle ed eventualmente deliberarne di nuove.
La FA fece parte della FIFA dal 1906 al 1928, anno in cui ne uscì insieme alle altre Home Nations per divergenze sul trattamento dei giocatori professionisti, e vi rientrò, sempre insieme alle sue consorelle britanniche, nel 1946. Partecipò al suo primo campionato del mondo nel 1950. Il suo storico segretario Sir Stanley Rous fu presidente della FIFA dal 1961 al 1974.

## Competizioni organizzate
La Football Association organizza inoltre:
- Coppa d'Inghilterra
- FA Trophy
- FA Vase
- Coppa d'Inghilterra femminile
- Coppa di Lega inglese femminile
- Coppa d'Inghilterra giovanile
- FA Sunday Cup
- FA County Youth Cup
- Community Shield
- Women's Community Shield
- FA National League System Cup
- Coppa d'Inghilterra di calcio a cinque
- FA Women's Super League
- FA Women's Championship
- FA Women's National League

## Cariche della Football Association

### Presidenti della Football Association
- Arthur Pember (1863–1867)
- Ebenezer Cobb Morley (1867–1874)
- Francis Marindin (1874–1890)
- Arthur Kinnaird (1890–1923)
- Charles Clegg (1923–1937)
- William Pickford (1937–1939)
- Alexander Cambridge, Conte di Athlone (1939–1955)
- Principe Filippo, Duca di Edimburgo (1955–1957)
- Enrico, Duca di Gloucester (1957–1963)
- George Lascelles, Conte di Harewood (1963–1971)
- Edward, Duca di Kent (1971–2000)
- Andrea, Duca di York (2000–2006)
- William, Principe del Galles (2006–)

### Direttore (chairman) della Football Association
- Charles Clegg (1890–1937)
- M. Frowde (1939–1941)
- Sir Amos Brook Hirst (1941–1955)
- Arthur Drewry (1955–1961)
- A. G. Doggart (1961–1963)
- J. H. W. Mears (1963–1966)
- Dr Sir Andrew Steven (1967–1976)
- Professor Sir Howard Thompson (1976–1981)
- Sir Bert Millichip (1981–1996)
- Keith Wiseman (1996–1999)
- Geoff Thompson (1999–2008)
- Lord David Triesman (2008–2010)
- David Bernstain (2011–2013)
- Greg Dyke (2013–2016)
- Greg Clark (2016–2020)
- Peter McCormick (2020–2022) (Ad Interim)
- Debbie Hewitt (2022–)

### Segretari e capi esecutivi della Football Association
- Ebenezer Cobb Morley (1863–1866)
- R. W. Willis (1866–1868)
- R. G. Graham (1868–1870)
- Charles Alcock (1870–1895)
- Frederick Wall (1895–1934)
- Stanley Rous (1934–1962)
- D. Follows (1962–1973)
- E. A. Croker (1973–1989)

Nel 1989, il ruolo di segretario è stato rimpiazzato da quello del capo esecutivo.
- Graham Kelly (1989–1998)
- Adam Crozier (2000–2002)
- Mark Palios (2003–2004)
- Brian Barwick (2005–)